# Jamie Anderson (rugby à XIII)
Pour les articles homonymes, voir Jamie Anderson (homonymie) et Anderson.
Pas d'image ? Cliquez ici

a Compétitions nationales et continentales officielles uniquement.

Jamie Anderson, né le 26 octobre 1991, est un joueur de rugby à XIII australien évoluant au poste de centre. Formé en Australie, il joue sous les couleurs de nombreux clubs réserves de National Rugby League comme Burleigh, Easts Tigers et Runaway Bay sans parvenir à disputer une rencontre de NRL. Il décide alors de s'expatrier en France en rejoignant Villeneuve Minervois et Carcassonne avec lequel il remporte la Coupe de France 2019.

## Palmarès
- Collectif :
  - Vainqueur de la Coupe de France : 2019 (Carcassonne).
  - Finaliste du Championnat de France : 2019 (Carcassonne).